# 油面
油面（あぶらめん）は、東京都目黒区の旧地名。現在の目黒区中町一丁目を中心に、同二丁目の一部、中央町二丁目の一部を含む。目黒区の行政サービスの単位である油面住区として現在も使用されている名で、油面住区は目黒4丁目、中町1丁目、中町2丁目になる。

## 概要
江戸時代中期からこの辺りでは菜種が栽培され、菜種から作った油を増上寺や祐天寺に燈明用として納めていた。油を納めていた代わりに租税を免ぜられたことから「油免」転じて「油面」になったとされている。菜種の栽培は昭和の初めごろまで行われていたという。
住所としての地名は無くなったが、目黒区油面住区として行政サービスが行われ、目黒区立油面小学校や油面公園、油面交差点、油面地蔵通り商店街、油面交番などにその名を残している。
油面住区としては面積58.56ヘクタールで1989年の人口は13,018人であった。
目黒通り油面交差点から北西に延びる道は油面地蔵通りと呼ばれ、道筋には油面地蔵通り商店街がある。この名のもとになった油面子育地蔵尊（高地蔵）は子育て・眼病にも霊験あらたかとされ、元は油面交番の向かい角にあったが、関東大震災後に商店街の中ほどの現在の地に移されたという。